# Пратолунго (Ђенова)
Пратолунго је насеље у Италији у округу Ђенова, региону Лигурија.
Према процени из 2011. у насељу је живело 17 становника. Насеље се налази на надморској висини од 572 м.